# Заремба (герб)
Заремба (Zaremba, Zaręba, Zarębczyc) — польський родовий герб.
Герб відомий з початку 14 століття, у Великому князівстві Литовському, Руському та Жемантійському — після Городельськой унії 1413 року.

## Історія
Найперша письмова згадка про герб датується 1301 р., як герб єпископа Познаньського Андрія. 
А 1395 р. він записаний в судовій постанові.
Легенди розповідають, що герб з'явився на теренах Речі Посполитої за часів династії П'ястів. Дослідники припускають, що він прийшов з Чехії або Німеччини (тогочасних теренів Священної Римської імперії) від час правління короля Болеслава. Ян Длугош називає його серед 71 найстарших польських шляхетських гербів. 
Після підписання Городельської унії 1413 — угоди між польським королем Владиславом ІІ Ягайлом та великим князем литовським Вітовтом — деякі литовські бояри набували права мати свій родовий герб і зрівнювались у достоїнствах з польською шляхтою. Так, відповідно до Городельської унії польський гербовий шляхтич передавав литовському боярину Концевичу (Ginet Konczewicz) право користуватись гербом Заремба.
Пізніше, інші українські шляхетські роди також отримали право на цей герб.
Цей герб зображений серед інших шляхетських гербів Речі Посполитої в Гербовнику Золотого Руна (Armorial équestre de la Toison d'or et de l'Europe) 1433—1435 рр.
Список родів гербу Заремба: 
 Беляковичі (Belakowicz), Беляковські (Belakowski, Bielakowski), Борові (Borowy), Бохицькі (Boxycki), Грабовські (Grabowski), Грошек (Groszek), Єрмоли (Jermoła), Калиновські (Kalinowski), Камінські (Kamiński), Качки (Kącki), Ковалевські (Kowalewski), Магнушевські (Magnuszewski), Маньковські (Mańkowski), Мислави (Mysław), Носковські (Noskowski, Noszkowski), Поборські (Poborski), Славські (Sławski), Вишковські (Wyskowski), Заремба (Zaremba, Zarembski, Zarembiński, Zaręba, Zarębowski, Zarębski, Zarębiński) та інші .

## Опис герба
Жовте поле щита розділено на дві половини горизонтальною лінією. На верхній половини зображений розвернений у правий бік лев, що виходить з мурів фортеці, які розташовані в нижній половині щита. На червоних мурах фортеці зображені три золотих камені.
Над короною також зображений лев.
Існують також інші варіанти герба, що відрізняються кольором геральдичних деталей, кількістю або видом каменів.